# Маланг
Мала́нг (/mɒˈlɒŋ/; Javanese: ꦏꦸꦛꦩꦭꦁ, romanized: Kutha Malang індонез. Malang) — місто в індонезійській провінції Східна Ява. Друге за населенням місто провінції після Сурабаї з населенням 820 043 за переписом 2010 року і 843 810 за переписом 2020 року. Історія міста сягає часів королівства Сінгхасарі.  У 2010 році в його околицях (столичному регіоні) проживало 3 663 691 жителів, розподілених у двох містах та 22 районах (21 у регентстві Маланг та один у регентстві Пасуруан). 
Маланг - третє за величиною місто за економікою на Східній Яві, після Сурабаї та Кедирі, з оціночним ВВП 2016 року в 44,30 трильйона рупій.
Місто добре відоме своїм м'яким кліматом. Під час голландської колонізації він був популярним місцем для європейських жителів. Навіть зараз Маланг все ще утримує свої позиції, як популярне місце для міжнародних туристів. Маланг зберігає різні історичні реліквії. Це місто зберігає реліквії періоду Королівства Канджурухан до голландського періоду. Існування голландської спадщини в цілому має вигляд старовинних будівель, таких як церква Каютанган та собор Іджен, який має готичну архітектуру. 
Маланг також проводить різні заходи для збереження своєї культурної спадщини, одним з них є фестиваль "Malang Tempo Doeloe Festival". Тут також є багато історичної спадщини, яка стала визначною пам'яткою, наприклад, Тугу Маланг (Алун-алун Бундар). Це місто також добре відоме завдяки своєму ярлику освітнього міста. Тут знаходяться одні з найкращих університетів Індонезії, такі як Університет Бравіджая та Державний університет Маланг.
Маланг має різні етнічні групи та культури з усієї Індонезії та світу. Населення Маланг досягає 895 387 осіб, більшість з яких є яванцями, за ними йдуть мадурези та китайці або перанаканці. Велика міська агломерація Маланг, або відома як Маланг-Райя, є другою за величиною на Східній Яві після Гербангкертосусіла (також відомий, як столичний район Сурабаї).
Маланг був позбавлений багатьох наслідків азійської фінансової кризи, і з того часу він відзначається стабільним економічним та демографічним зростанням.

## Історія

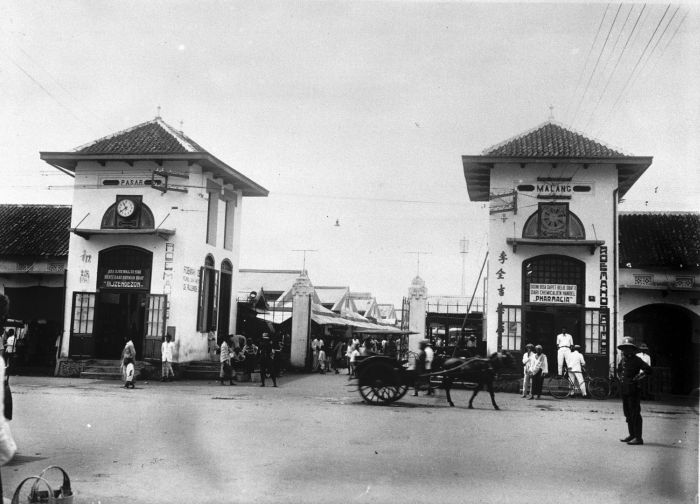
Пасар, 1930 рік

Місто виникло в Середні віки. Воно було столицею держави Сінгасарі, потім входило до складу держави Матарам. Маланг згадується в так званому Надпису Дінойо, створеному у 760 році. Під час голландської колонізації Індонезії Маланг слугував популярним місцем відпочинку європейців, що знаходилися в Індонезії. Місто відоме своїм прохолодним кліматом і носить прізвисько «Париж Східної Яви».
Назва міста походить від не існуючого індуїстського храму Маланг Кучешвара, що буквально значить «Бог знищив брехню і затвердив істину». Храм не зберігся, його точне розташування невідоме.

## Географія
На схід від міста розташований національний парк Бромо-Тенгер-Семеру, у котрому знаходиться вулкан Бромо.

## Відомі уроженці
- Субандріо — міністр іноземних справ Індонезії в 1957—1966 роках.

## Міста-побратими
- Печ, медьє Бараня, Угорщина